# Floyd Favors
Floyd Favors (ur. 3 grudnia 1963) – amerykański bokser, amatorski mistrz świata z 1982.

## Kariera amatorska
Zwyciężył w kategorii koguciej na mistrzostwach świata w 1982 w Monachium, po wygraniu czterech walk, w tym w finale z Wiktorem Mirosznyczenko ze Związku Radzieckiego. Na igrzyskach panamerykańskich w 1983 w Caracas zdobył w tej kategorii brązowy medal po przegranej w półfinale z Manuelem Vílchezem z Wenezueli.

## Kariera zawodowa
Favors przeszedł na zawodowstwo w 1985. Stoczył 20 walk, z których wygrał 14, przegrał 5 i zremisował 1. Zakończył uprawianie boksu w 1992 po porażce z Leavanderem Johnsonem przez nokaut w 1. rundzie.